# Parallage inconcinna
Parallage inconcinna är en fjärilsart som beskrevs av Paul Dognin 1914. Parallage inconcinna ingår i släktet Parallage och familjen mätare. Inga underarter finns listade i Catalogue of Life.